# Brian Stann
Brian Michael Stann (24 de septiembre de 1980) es un peleador retirado de artes marciales mixtas y del Cuerpo de Marines de los Estados Unidos. Compitió en la división de peso medio de Ultimate Fighting Championship. Es un excampeón de peso semipesado de World Extreme Cagefighting. Stann es también presidente y consejero delegado de Hire Heroes USA, una organización sin fines de lucro que ayuda a los veteranos de guerra de Estados Unidos.

## Carrera militar
Stann nació en la Base Aérea de Yokota y creció en Scranton, Pensilvania. Se graduó en la Escuela Preparatoria de Scranton y posteriormente se matriculó en la Academia Naval de los Estados Unidos en 1999 (Clase de 2003). Él jugó al fútbol para los guardiamarinas como apoyador central. Después de su graduación, fue asignado como oficial de infantería en el Cuerpo de Marines de los Estados Unidos y alcanzó el rango de Capitán.

## Carrera en artes marciales mixtas
Stann comenzó su carrera en la lucha en 2006, mientras todavía estaba en servicio activo, y utiliza licencia acumulada para tomar tiempo para el entrenamiento y las peleas.

### World Extreme Cagefighting
El 26 de marzo de 2008, Stann derrotó a Doug Marshall vía KO para convertirse en el campeón de peso semipesado de WEC. Con esta victoria, Stann alcanzó un récord de MMA de 6-0, con cinco victorias en WEC.
En agosto de 2008 Stann perdió su título en su primera defensa en una revancha contra Steve Cantwell.

### Retiro
En una edición especial de la Hora MMA el 11 de julio de 2013, Stann anunció su retiro de las artes marciales mixtas.

## Vida personal
Stann y su esposa Teressa tienen una hija llamada Alexandra. En la actualidad reside en Johns Creek, Georgia. La pareja tuvo su segunda hija, DeAnna el 30 de noviembre de 2009.
En el otoño de 2010, Stann publicó su libro de memorias «Corazón de Lucha: El Viaje de un Héroe de Marina de los campos de batalla de Irak a campeón de artes marciales mixtas» (Zenith Press). Escrito con el historiador militar John R. Bruning, "Corazón de la Lucha", detalla experiencias de Stann como un joven que crece en Scranton, PA, jugando al fútbol en la Academia Naval de los EE. UU., que sirve como un marine condecorado en Irak, y convertirse en campeón de peso semipesado de WEC.

## Campeonatos y logros

### Artes marciales mixtas
- World Extreme Cagefighting
  - Campeón de Peso Semipesado (Una vez)

- Ultimate Fighting Championship
  - Pelea de la Noche (Tres veces)

### Ejército de los Estados Unidos
- Ejército de los Estados Unidos
  -  Medalla de Plata

## Récord en artes marciales mixtas
| Resultado | Récord | Oponente            | Método                        | Evento                               | Fecha                    | Ronda | Tiempo | Localización            | Notas                                           |
| --------- | ------ | ------------------- | ----------------------------- | ------------------------------------ | ------------------------ | ----- | ------ | ----------------------- | ----------------------------------------------- |
| Derrota   | 12–6   | Wanderlei Silva     | KO (golpes)                   | UFC on Fuel TV: Silva vs. Stann      | 3 de marzo de 2013       | 2     | 4:08   | Saitama                 | Pelea de la Noche.                              |
| Derrota   | 12–5   | Michael Bisping     | Decisión (unánime)            | UFC 152                              | 22 de septiembre de 2012 | 3     | 5:00   | Toronto                 |                                                 |
| Victoria  | 12–4   | Alessio Sakara      | KO (golpes)                   | UFC on Fuel TV: Gustafsson vs. Silva | 14 de abril de 2012      | 1     | 2:26   | Estocolmo               |                                                 |
| Derrota   | 11–4   | Chael Sonnen        | Sumisión (arm-triangle choke) | UFC 136                              | 8 de octubre de 2011     | 2     | 3:51   | Houston, Texas          |                                                 |
| Victoria  | 11–3   | Jorge Santiago      | TKO (golpes)                  | UFC 130                              | 28 de mayo de 2011       | 2     | 4:29   | Las Vegas, Nevada       | Pelea de la Noche.                              |
| Victoria  | 10–3   | Chris Leben         | TKO (rodillazo y golpes)      | UFC 125                              | 1 de enero de 2011       | 1     | 3:37   | Las Vegas, Nevada       |                                                 |
| Victoria  | 9–3    | Mike Massenzio      | Sumisión (triangle choke)     | UFC Live: Jones vs. Matyushenko      | 1 de agosto de 2010      | 3     | 3:10   | San Diego, California   | Debut en peso medio; Pelea de la Noche.         |
| Derrota   | 8–3    | Phil Davis          | Decisión (unánime)            | UFC 109                              | 6 de febrero de 2010     | 3     | 5:00   | Las Vegas, Nevada       |                                                 |
| Victoria  | 8–2    | Rodney Wallace      | Decisión (unánime)            | The Ultimate Fighter 10 Finale       | 5 de diciembre de 2009   | 3     | 5:00   | Las Vegas, Nevada       |                                                 |
| Victoria  | 7–2    | Steve Cantwell      | Decisión (unánime)            | UFC Fight Night: Diaz vs. Guillard   | 16 de septiembre de 2009 | 3     | 5:00   | Oklahoma City, Oklahoma |                                                 |
| Derrota   | 6–2    | Krzysztof Soszynski | Sumisión (kimura)             | UFC 97                               | 18 de abril de 2009      | 1     | 3:53   | Montreal                |                                                 |
| Derrota   | 6–1    | Steve Cantwell      | TKO (golpes)                  | WEC 35                               | 3 de agosto de 2008      | 2     | 4:01   | Las Vegas, Nevada       | Perdió el Campeonato de Peso Semipesado de WEC. |
| Victoria  | 6–0    | Doug Marshall       | KO (golpes)                   | WEC 33                               | 26 de marzo de 2008      | 1     | 1:35   | Las Vegas, Nevada       | Ganó el Campeonato de Peso Semipesado de WEC.   |
| Victoria  | 5–0    | Jeremiah Billington | TKO (golpes)                  | WEC 30                               | 5 de septiembre de 2007  | 1     | 3:07   | Las Vegas, Nevada       |                                                 |
| Victoria  | 4–0    | Craig Zellner       | TKO (golpes)                  | WEC 28                               | 3 de junio de 2007       | 1     | 4:57   | Las Vegas, Nevada       |                                                 |
| Victoria  | 3–0    | Steve Cantwell      | TKO (golpes)                  | WEC 26                               | 24 de marzo de 2007      | 1     | 0:41   | Las Vegas, Nevada       |                                                 |
| Victoria  | 2–0    | Miguel Cosio        | TKO (golpes)                  | WEC 21                               | 15 de junio de 2006      | 1     | 0:16   | Highland, California    |                                                 |
| Victoria  | 1–0    | Aaron Stark         | TKO (golpes)                  | SF 14: Resolution                    | 6 de enero de 2006       | 1     | 3:14   | Portland, Oregon        |                                                 |